# Lawrence Okoye
Lawrence Amaechi Okoye (Londres, 6 de octubre de 1991) es un deportista británico que compite en atletismo. Ganó una medalla de bronce en el Campeonato Europeo de Atletismo de 2022, en la prueba de lanzamiento de disco.

## Palmarés internacional
| Campeonato Europeo | Campeonato Europeo | Campeonato Europeo | Campeonato Europeo |
| Año                | Lugar              | Medalla            | Prueba             |
| ------------------ | ------------------ | ------------------ | ------------------ |
| 2022               | Múnich (Alemania)  | Medalla de bronce  | Disco              |